# Katharévusza

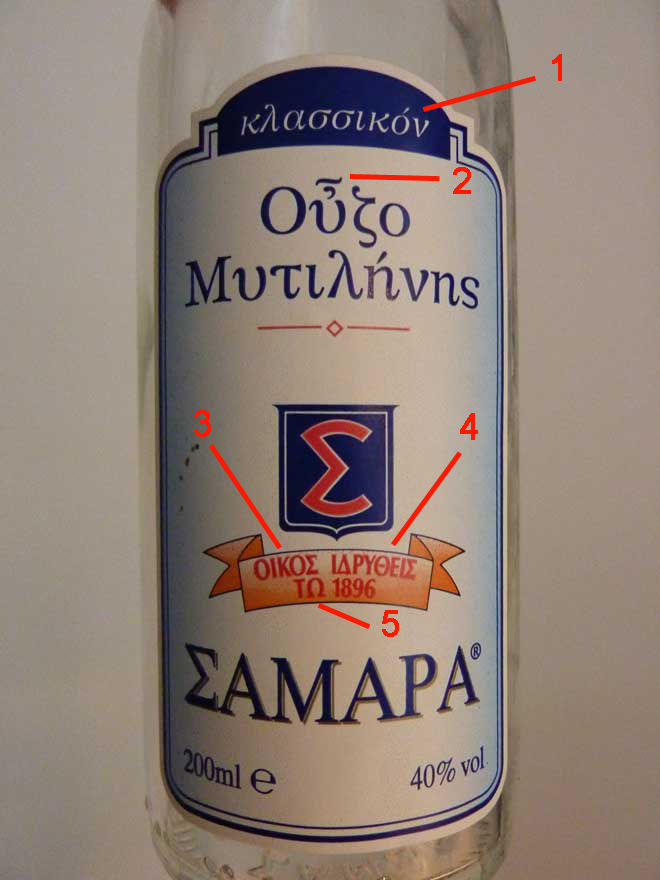
Katharevusza változatban megfogalmazott italfelirat 30 évvel a katharevusza hivatalos eltörlése előtt. 1: az újgörögben lekopott -ν deklinációs rag. 2: Többtónusú (politonális) írásjelölés, hehezettel és hajtott ékezettel. 3: Klasszikus kifejezés: οἶκος (ház, kunyhó). 4: Passzív aoristos particípium: ἰδρυθείς. 5: Dativus (részeseset)

A katharévusza (görögül: καθαρεύουσα [kaθaˈre̞vuˌsa], tisztító nyelv) a görög nyelv mesterségesen „megtisztított” és „kijavított” változata, az újgörög nyelv azon formája, amely kompromisszumként szolgált az Egyház által támogatott és tanított klasszikus görög nyelv, ill. a nép által beszélt nyelvváltozat között. Első emléke egy Velencében 1526-ban megjelent könyv, melyhez a következő évben külön nyelvtant is kiadtak. Görögországban a 19. századtól a görög nyelv használt hivatalos és elfogadott változata 1976-ig. Ez a nyelvváltozat folyamatosan változott, állandóan ingadozott a klasszikus görög és az újgörög nyelv között, nem alakult ki standard formája (Mackridge, 2009,  24. o.)  az iskolai nyelvtanokban több esetben mind a klasszikus görög, mind az újgörög forma bemutatásra kerül. A hivatalos nyelv minél inkább visszafordult a bizánci vagy némely esetben korábbi attikai nyelvhasználathoz. Kivételt képzett egy ideig Kréta szigete, ahol a krétai görög nyelv a velencei uralom alatt teljesen külön sztenderdizálódott és a török hódításig ez az irodalmi nyelv, amely igen széles körű volt, fennállt.

## Dimotiki és a katharévusza
A katharévusza nyelvén íródtak a 16. századtól a görög irodalmi művek. 
A dimotikí és a katharévusza meghatározásai viszonylagosak, ugyanis nem alakult ki normatív katharévusza, valamint normatív demótikus görög nyelv. William Haas szerint (Haas, 1982, 162. o) meg kell különböztetnünk a homéroszi, ill. a klasszikus attikai görög, az Újszövetség nyelve (az ún. későbbi tudós nyelv, ld. Solti, 2015, 9. o. ) mellett az egyszerű katharévuszát, amelyet a mindennapok hivatalos nyelvében használtak, a szigorú katharévuszától, amelyen a középiskolai, ill. egyetemi oktatásban írtak és kommunikáltak. Ezen kívül a dimotiki is három részre tagolódik: az athéni dialektusra, az irodalmi demótikus nyelvre, illetve Görögország további dialektusaira.
Továbbá le kell szögezni, hogy a mai hivatalos, standard görög nyelvet nem lehet e két kategóriába teljesen beleszorítani. Jóllehet szinte a köznyelv egésze a dimotiki nyelvén alapszik, az új helyesírásnál a görög ortográfiai hagyományokat is figyelembe vették, továbbá némely görög alapszó részben-egészben megtartotta eredeti klasszikus ragozását.

## Különbségek a katharévusza és a dimotiki között
- alaktanilag: A katharévusza szigorúan megtartotta nyelvtani alakokat (a dativust elöljárószó-vonzatként, az ógörög participiumokat, igeidőket).
- hangtanilag: A katharévusza hangtana nem tér el a népnyelv hangtanától. Néhány nehezen ejthető betűkombináció (φθ [fθ], σθ [sθ], ρθρ [rθr], ευδ [ɛvð]) megmaradt.
- szókincs: Az irodalmi nyelv képviselői a latin, venét ill. török nyelvekből eredt idegen szavakat vagy az ógörög szókincsből vagy neologizmusokkal helyettesítették.
- helyesírás: A katharévusza helyesírása teljesen az ógörög tradíción alapul, meghagyva a politonális helyesírást. Ez a népnyelvben is használatos volt egészen a '81-es helyesírási reformig. A diakritikus jelek közül később a nyelvreform csak az éles hangsúlyt (´) és a trémát vagy umlautot (¨) tartotta meg, mivel a többi nem volt kompatibilis a görög kiejtéssel.

## Fordítás
- Ez a szócikk részben vagy egészben a Katharevousa című német Wikipédia-szócikk fordításán alapul.  Az eredeti cikk szerkesztőit annak laptörténete sorolja fel. Ez a jelzés csupán a megfogalmazás eredetét és a szerzői jogokat jelzi, nem szolgál a cikkben szereplő információk forrásmegjelöléseként.
- Ez a szócikk részben vagy egészben a Griechische Sprachfrage című német Wikipédia-szócikk fordításán alapul.  Az eredeti cikk szerkesztőit annak laptörténete sorolja fel. Ez a jelzés csupán a megfogalmazás eredetét és a szerzői jogokat jelzi, nem szolgál a cikkben szereplő információk forrásmegjelöléseként.

## Katharevusza nyelvű oldalak
- Archiválva 2011. szeptember 9-i dátummal a Wayback Machine-ben